# Џеферсон (округ Грин, Пенсилванија)
Џеферсон (енгл. Jefferson, Greene County) град је у америчкој савезној држави Пенсилванија.

## Демографија
По попису из 2010. године број становника је 270, што је 67 (-19,9%) становника мање него 2000. године.
| Група             | 2000.       | 2010.       |
| Белци             | 335 (99,4%) | 268 (99,3%) |
| Афроамериканци    | 1 (0,3%)    | 0 (0,0%)    |
| Азијати           | 0 (0,0%)    | 0 (0,0%)    |
| Хиспаноамериканци | 0 (0,0%)    | 1 (0,4%)    |
| Укупно            | 337         | 270         |